# Landschapszone
Landschapszones, ook wel fysisch-geografische zones genoemd, zijn zones waarin de landschappen die in de wereld voorkomen kunnen worden ingedeeld.
Men erkent doorgaans zes van deze zones:
- tropische zone
- subtropische zone
- gematigde zone
- boreale zone
- polaire zone
- aride zone

Bij het onderscheiden van de zones wordt gekeken naar de temperatuur, alleen bij de aride zone is de hoeveelheid neerslag als basiscriterium genomen omdat dit de gebieden zijn die droog tot zeer droog zijn.